# Ingul
Ingul (ukrajinski:  Інгул) je lijeva pritoka Južnoga Buga i 14. je po dužini rijeka u Ukrajini. Postoji još jedna rijeka sa sličnim imenom (Ingulec), s kojom rijeka Ingul ima malo veze.
Svoj tok započinje sjeverno od grada Kropyvnyckoga u središnjoj Ukrajini. Nastavlja teći južno prema Južnom Bugu u koji se ulijeva kod grada Mykolajiva, a koji je na 65 km uzvodno na sjever. Odatle se rijeka Južni Bug ulijeva u Crno More. 
Rijeka Ingul dugačka je 354 km, od kojih 30 km protječe kroz plavna područja. Površine je 9.890 km2. Gornjim tokom teče kroz Dnjeparsko visočje i pravi usko granitno riječno dno. U srednjem dijelu rijeka ulazi u Crnomorsku nizinu. Zamrzava se u prosincu i odmrzava se u ožujku, a njena voda se koriste za domaću potrošnju i navodnjavanje.
Grčki povjesničar Herodot spominje ovu rijeku pod nazivom Pantikope u njegovom djelu Povijesti tijekom njegovog opisa Skitije.

## Vanjske poveznice
- Rijeka Ingul, na encyclopediaofukraine.com
- Ingul, na tyzhden.ua  Arhivirana inačica izvorne stranice od 17. prosinca 2018. (Wayback Machine)